# Nova Ves Petrijanečka
Nova Ves Petrijanečka is een plaats in de gemeente Petrijanec in de Kroatische provincie Varaždin. De plaats telt 981 inwoners (2001).